# Hodejov
Hodejov es un municipio del distrito de Rimavská Sobota en la región de Banská Bystrica, Eslovaquia, con una población estimada a final del año 2024 de 1513 habitantes.
Se encuentra ubicado al este de la región, en la cuenca hidrográfica del río Sajó —un afluente derecho del río Tisza— y cerca de la frontera con la región de Košice y con Hungría.

## Demografía
| Año        | 1994 | 2004    | 2014     | 2024    |
| ---------- | ---- | ------- | -------- | ------- |
| Población  | 1319 | 1379    | 1637     | 1513    |
| Diferencia |      | +4,54 % | +18,70 % | −7,57 % |

| Año        | 2023 | 2024    |
| ---------- | ---- | ------- |
| Población  | 1509 | 1513    |
| Diferencia |      | +0,26 % |